# Resolução 16K
O termo resolução 16K refere-se a uma resolução de tela que tem 15360 pixels horizontais por 8640 pixels verticais (15360 × 8640), totalizando 132,7 megapixels. Tem 4 vezes mais pixels que a resolução 8K, 16 vezes mais pixels que a resolução 4K e 64 vezes mais pixels que a resolução 1080. É também conhecida como 8640p.

## Histórico
Em 2016, a AMD anunciou uma meta para as futuras placas gráficas suportarem resolução 16K com uma taxa de atualização de 240 Hz para 'verdadeira imersão' em realidade virtual.
Em 26 de junho de 2019, a VESA lançou formalmente a norma DisplayPort 2.0 com suporte para 16K e HDR de 30 bits por pixel 4:4:4 RGB/YCbCr a uma taxa de atualização de 60 Hz utilizando a compressão de vídeo DSC.
Desde junho de 2022, as resoluções 16K podem ser executadas em monitores com AMD Eyefinity ou Nvidia Surround.